# Noelle Maritz
Noelle Maritz, née le 23 décembre 1995 à Newport Beach aux États-Unis, est une footballeuse internationale suisse évoluant au poste de latérale gauche à Aston Villa FC.

## Carrière
Noelle Maritz naît et grandit aux États-Unis, ce qui la pousse à commencer le football, sport majoritairement joué par les jeunes Américaines, dès l'âge de quatre ans.
Après avoir déménagé en Suisse, elle évolue pendant trois ans avec les équipes de jeunes masculines du FC Wil.

### En club
En 2011, elle rejoint le FC Zurich en Ligue Nationale A suisse, ouvre son palmarès avec deux championnats et deux coupes de Suisse, et découvre la Ligue des Champions.
Après de belles performances au Tournoi de Chypre pour ses débuts avec l'équipe de Suisse, elle est recrutée par le VfL Wolfsburg, poids lourd de Frauen-Bundesliga. Elle y remporte cinq fois le championnat et six fois la coupe d'Allemagne, ainsi qu'une Ligue des Champions en 2014.
En 2020, elle signe à Arsenal et découvre la Women's Super League. En 2024, Noelle Maritz rejoint Alisha Lehmann à Aston Villa.

### En sélection
En 2012, elle participe à la coupe du monde U-20 au Japon.
Noelle Maritz est appelée pour la première fois en équipe nationale lors du Tournoi de Chypre en 2013. Elle participe à la Coupe du monde 2015 et à l'Euro 2017.

## Palmarès en club
- Championnat de Suisse : 2012, 2013
- Coupe de Suisse : 2012, 2013
- Championnat d'Allemagne : 2014, 2017, 2018, 2019, 2020
- Coupe d'Allemagne : 2015, 2016, 2017, 2018, 2019, 2020
- Ligue des Champions : 2014